# Spot the Pigeon
Spot the Pigeon je třípísňové EP britské skupiny Genesis. Album obsahuje skladby, které byly nahrány během nahrávání alba Wind & Wuthering. Jeho nahrávání probíhalo během září a října 1976 v Relight Studios v nizozemském Hilvarenbeek. Vyšlo v květnu 1977. Album produkoval David Hentschel spolu se členy skupiny Genesis.

## Seznam skladeb
| Pořadí         | Název            | Autor                                     | Délka |
| -------------- | ---------------- | ----------------------------------------- | ----- |
| 1.             | Match of the Day | Tony Banks, Phil Collins, Mike Rutherford | 3:24  |
| 2.             | Pigeons          | Banks, Collins, Rutherford                | 3:12  |
| 3.             | Inside and Out   | Banks, Collins, Rutherford, Steve Hackett | 6:45  |
| Celková délka: | Celková délka:   | Celková délka:                            | 13:22 |

## Obsazení
- Phil Collins – bicí, perkuse, zpěv
- Mike Rutherford – kytara, baskytara
- Steve Hackett – kytara
- Tony Banks – klávesy